# (56) Meletea
Melete és l'asteroide núm. 56 de la sèrie. Va ésser descobert per en Hermann Mayer Salomon Goldschmidt (1802-66) el 9 de setembre del 1857 a París. El seu nom prové de Meletea, la musa de la meditació de la mitologia grega.
És un asteroide gran i fosc del cinturó principal poc comú de tipus P i probablement amb un compost orgànic ric en silicats, carboni i anídrosilicats. Internament se suposa que hi conté aigua gelada.